# 利奧波德·腓特烈 (符騰堡-蒙貝利亞爾)
利奧波德·腓特烈（Leopold Friedrich，1624年5月30日—1662年6月15日），符騰堡王朝旁系成員，1631年繼承父親路德維希·腓特烈成為符騰堡-蒙貝利亞爾公爵。
1647年與堂姊希比爾（Sibylle，符騰堡公爵約翰·腓特烈的女兒）結婚，他們沒有孩子。1662年死後異母弟格奧爾格二世繼承符騰堡-蒙貝利亞爾。